# Minne Onnes
Minne Sietse Cornelis Onnes (Oostmahorn, 6 november 1935) is een Nederlands kunstschilder.

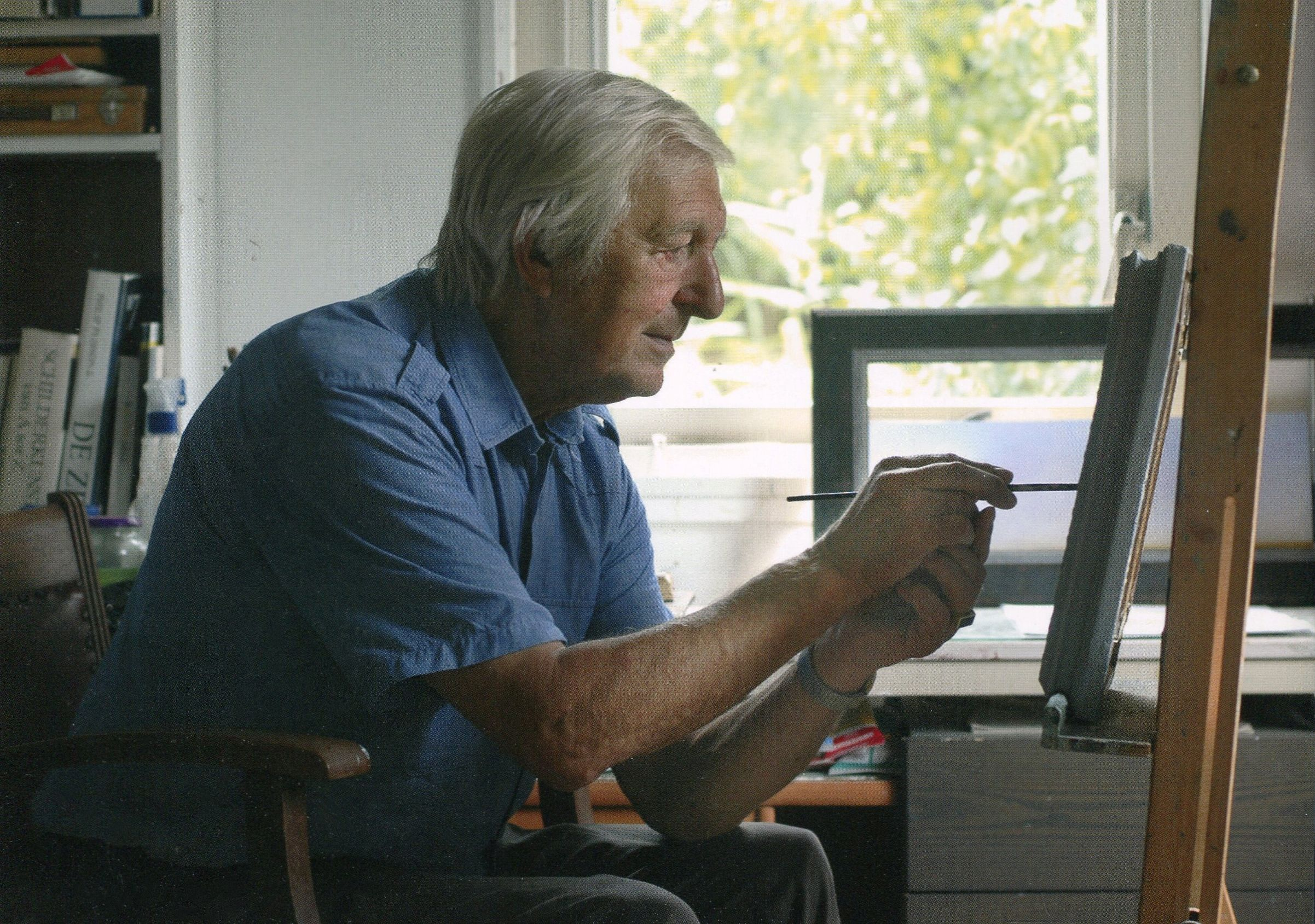
Minne Onnes

## Biografie
Onnes is een zoon van kunstschilder en veerbootkapitein Klaas Onnes, en de vader van kunstschilder Theo Onnes en Gerda Onnes.
Minne ging als 16-jarige naar zee waarbij hij onder andere Antarctica bezocht. Na zijn periode als zeeman vestigde hij zich op Schiermonnikoog. Daar raakte hij geïnspireerd door zijn vader en begon hij zelf het penseel te hanteren. 
Gaandeweg begon hij bekendheid te krijgen en op 49-jarige leeftijd ging hij naar de Academie Minerva te Groningen waar hij in 1984 afstudeerde.

## Werk
Zijn werkwijze is zowel impressionistische als expressionistische met als voornaamste thema de zee en het wad, waarin hij zijn gevoelens ten opzichte van de maatschappij en zijn omgeving probeert weer te geven.
Hij exposeert in binnen en buitenland waardoor zijn werk een plek heeft gevonden in Nederland, Duitsland, België, Engeland en Canada.
Naast het schilderen geeft hij regelmatig workshops.  
Hij is een gewaardeerd lid van de Waddenkunstkring en ontving vele lovende kritieken in kranten en tijdschriften.